# Pääjärvi (ort)
Pääjärvi är en ort i Pajala kommun, Norrbottens län.
Vid folkräkningen 1890 hade orten 31 invånare och i augusti 2016 fanns det enligt Ratsit 14 personer över 16 års ålder som var registrerade med adressen Pääjärvi.